# Sergueï Oustiougov
Pour les articles homonymes, voir Oustiougov.
Sergueï Aleksandrovitch Oustiougov (en russe : Сергей Александрович Устюгов), né le 8 avril 1992 à Mezhdurechensky, est un fondeur russe. Il détient sept médailles mondiales, deux titres obtenus sur le skiathlon et sur le sprint par équipes, avec Nikita Kriukov, lors des mondiaux 2017, édition où il remporte également la médaille d'argent du sprint et celle du trente kilomètres, et le bronze du relais quatre fois dix kilomètres en 2013. En 2017, il remporte également le Tour de ski, ce qui contribue à sa deuxième place au classement général de la Coupe du monde.

## Biographie
Il dispute sa première compétition officielle FIS aux Championnats de Russie junior en 2010, terminant deuxième du sprint.
Lors de ses deux participations aux Championnats du monde junior, il cumule un total de cinq médailles d'or : une en 2011 à Otepää et quatre en 2012 à Erzurum.
Après des débuts en Coupe du monde en janvier 2013 à La Clusaz, il ramène une médaille de bronze des Mondiaux 2013 à Val di Fiemme lors du relais 4 × 10 km dès sa première participation. Au début de la 2013-2014, il obtient son premier podium en Coupe du monde à l'occasion du sprint libre de Davos. Quelques semaines plus tard, le fondeur signe sa première victoire dans l'élite à l'occasion du sprint libre de Nove Mesto. En février 2014, il participe aux Jeux olympiques de Sotchi devant son public, où il atteint la finale du sprint et obtient la cinquième place. 
Il termine troisième du Tour de ski 2015-2016, premier podium sur une course par étapes. Il remporte ensuite le quinze kilomètres libre de Falun, son premier succès majeur en distance. Lors du nouveau Ski Tour Canada, il gagne l'étape sprint et le quinze kilomètres poursuite avant de se classer finalement deuxième derrière Martin Johnsrud Sundby. Il détient la quatrième place au classement général de la Coupe du monde.
Lors de la saison 2016-2017, il domine les sprints, remportant celui de Davos puis celui du Tour de ski. Dès lors, il enchaîne avec une victoire sur le dix kilomètres classique, puis le skiathlon, puis la poursuite quinze kilomètres libre et enfin le dix kilomètres libre (avec 4 dixièmes d'écart avec Manificat) qui lui permet d'atteindre une avance de plus d'une minute et trente secondes sur Sundby.
Il s'assure la victoire finale à l'Alpe Cermis pour gagner son premier Tour de ski.
En approche des Championnats du monde à Lahti, il est troisième du sprint à Otepää. Lors de ces mondiaux, il est battu seulement par Federico Pellegrino sur le sprint libre pour remporter la médaille d'argent, sa première en individuel. Il devient ensuite champion du monde du skiathlon devant Martin Johnsrud Sundby puis du sprint par équipes avec Nikita Kriukov. Il est tout proche de gagner son troisième titre sur le cinquante kilomètres libre, devancé sur la dernière ligne droite par Alex Harvey de six dixièmes de seconde. Au classement général de la Coupe du monde, il s'assure la deuxième place au classement général à distance de Martin Johnsrud Sundby (450 points d'écart), mais juste devant Alex Harvey.
En 2018, il ne prend pas part aux Jeux olympiques de Pyeongchang, en raison de critères qui excluent Oustiougov (la Russie étant suspendue pour une affaire de dopage d'état), alors que d'autres athlètes russes peuvent participer sous une bannière neutre. Durant cet hiver, il est vainqueur d'une seule course, le sprint libre de Lenzerheide en ouverture du Tour de ski, après deux deuxièmes places sur un sprint et un quinze kilomètres libre.
Au Tour de ski 2019, Oustiougov est présent sur le podium de quatre étapes (une victoire à Dobbiaco) et la deuxième marche du podium final. Il est ensuite vice-champion du monde du relais à Seefeld.
En 2019-2020, il se classe deuxième du tour de ski, derrière son compatriote Alexander Bolshunov et devant Johannes Høsflot Klæbo. Durant cette compétition, il s'impose sur les deux quinze kilomètres à Lenzerheide et Toblach.
En 2021, il ne parvient pas à monter sur le moindre podium individuel en Coupe du monde, mais est finaliste du sprint des Championnats du monde à Oberstdorf (cinquième).

## Palmarès

### Jeux olympiques
| Épreuve / Édition | Sprint | Sprint                           | 15 km                            | 15 km     | Skiathlon 2 × 15 km | 50 km | Relais | Relais                         |
| Épreuve / Édition | libre  | classique                        | libre                            | classique | Skiathlon 2 × 15 km | 50 km | Sprint | 4 × 10 km                      |
| Sotchi 2014       | 5e     | Épreuve inexistante à cette date | Épreuve inexistante à cette date | —         | —                   | —     | —      | —                              |
| Pékin 2022        | 8e     | Épreuve inexistante à cette date | Épreuve inexistante à cette date | —         | —                   |       | —      | Médaille d'or, Jeux olympiques |

Légende :
- : première place, médaille d'or
- : deuxième place, médaille d'argent
- : troisième place, médaille de bronze
- : pas d'épreuve
- — : Non disputée par Oustiougov

### Championnats du monde
| Épreuve / Édition  | Sprint                           | Sprint                           | 15 km                            | 15 km                            | Skiathlon 2 × 15 km | 50 km  | Relais | Relais    |
| Épreuve / Édition  | libre                            | classique                        | libre                            | classique                        | Skiathlon 2 × 15 km | 50 km  | Sprint | 4 × 10 km |
| Val di Fiemme 2013 | Épreuve inexistante à cette date | —                                | 47e                              | Épreuve inexistante à cette date | —                   | —      | —      | Bronze    |
| Falun 2015         | Épreuve inexistante à cette date | 16e                              | 28e                              | Épreuve inexistante à cette date | —                   | —      | —      | —         |
| Lahti 2017         | Argent                           | Épreuve inexistante à cette date | Épreuve inexistante à cette date | —                                | Or                  | Argent | Or     | Argent    |
| Seefeld 2019       | Disqualifié                      | Épreuve inexistante à cette date | Épreuve inexistante à cette date | —                                | 9e                  |        | —      | Argent    |
| Obertsdorf 2021    | Épreuve inexistante à cette date | 5e                               | —                                | Épreuve inexistante à cette date | —                   | —      | —      | —         |

Légende :
- : première place, médaille d'or
- : deuxième place, médaille d'argent
- : troisième place, médaille de bronze
- : pas d'épreuve
- — : Non disputée par Oustiougov

### Coupe du monde
- Meilleur classement général : 2e en 2017.
- 28 podiums : 
  - 21 podiums en épreuve individuelle : 4 victoires, 10 deuxièmes places et 7 troisièmes places.
  - 7 podiums en épreuve par équipes : 2 victoires, 4 deuxièmes places et 1 troisième place.

#### Tour de ski
- Vainqueur en 2017.
- 20 podiums d'étapes, dont 9 victoires.

Palmarès après l'édition 2020

#### Détail des victoires individuelles
| Épreuve / Édition | Sprint     | Sprint    | 15 km | 15 km     | Skiathlon 2 × 15 km | 30 km | 30 km     | 50 km | Tour de ski ou Finales ou Nordic Opening |
| Épreuve / Édition | libre      | classique | libre | classique | Skiathlon 2 × 15 km | libre | classique | 50 km | Tour de ski ou Finales ou Nordic Opening |
| 2013-14           | Nove Mesto |           |       |           |                     |       |           |       |                                          |
| 2015-16           |            |           | Falun |           |                     |       |           |       |                                          |
| 2016-17           | Davos      |           |       |           |                     |       |           |       | Tour de ski                              |

##### Victoires d'étapes
| Date             | Lieu        | Pays      | Compétition     | Format     |
| ---------------- | ----------- | --------- | --------------- | ---------- |
| 1er mars 2016    | Gatineau    | Canada    | Ski Tour Canada | SP L       |
| 5 mars 2016      | Québec      | Canada    | Ski Tour Canada | 15 km l HS |
| 31 décembre 2016 | Val Müstair | Suisse    | Tour de ski     | SP L       |
| 1er janvier 2017 | Val Müstair | Suisse    | Tour de ski     | 10 km C MS |
| 3 janvier 2017   | Oberstdorf  | Allemagne | Tour de ski     | 20 km PU   |
| 4 janvier 2017   | Oberstdorf  | Allemagne | Tour de ski     | 15 km L HS |
| 6 janvier 2017   | Dobbiaco    | Italie    | Tour de ski     | 10 km L    |
| 30 décembre 2017 | Lenzerheide | Suisse    | Tour de ski     | SP L       |
| 30 décembre 2018 | Dobbiaco    | Italie    | Tour de ski     | 15 km L    |
| 28 décembre 2019 | Lenzerheide | Suisse    | Tour de ski     | 15 km L MS |
| 31 décembre 2019 | Dobbiaco    | Italie    | Tour de ski     | 15 km L    |

Légende :

L = libre

C = classique

SP = sprint

PU = poursuite

HS = départ avec handicap

MS = départ en masse

#### Classements en Coupe du monde
| Saison / Épreuve | Saison / Épreuve | Général | Général | Distance | Distance | Sprint | Sprint | Tour de ski | Finales                          | Nordic Opening | Ski Tour Canada (2016)           |
| ---------------- | ---------------- | ------- | ------- | -------- | -------- | ------ | ------ | ----------- | -------------------------------- | -------------- | -------------------------------- |
| Saison / Épreuve | Saison / Épreuve | Class.  | Points  | Class.   | Points   | Class. | Points | Tour de ski | Finales                          | Nordic Opening | Ski Tour Canada (2016)           |
| 2013             | 2013             | 55e     | 95      | 102e     | 3        | 23e    | 92     | —           | —                                | —              | Épreuve inexistante à cette date |
| 2014             | 2014             | 11e     | 480     | 46e      | 68       | 6e     | 274    | —           | 11e                              | 5e             | Épreuve inexistante à cette date |
| 2015             | 2015             | 25e     | 297     | 43e      | 76       | 6e     | 221    | —           | Épreuve inexistante à cette date | 47e            | Épreuve inexistante à cette date |
| 2016             | 2016             | 4e      | 1479    | 5e       | 605      | 6e     | 294    | 3e          | Épreuve inexistante à cette date | 21e            | 2e                               |
| 2017             | 2017             | 2e      | 1176    | 7e       | 454      | 5e     | 322    | 1er         | —                                | 35e            | Épreuve inexistante à cette date |
| 2018             | 2018             | 12e     | 560     | 10e      | 388      | 12e    | 156    | Ab.         | -                                | 23e            | Épreuve inexistante à cette date |
| 2019             | 2019             | 10e     | 633     | 17e      | 258      | 35e    | 55     | 2e          | -                                | -              | Épreuve inexistante à cette date |
| 2020             | 2020             | 8e      | 908     | 8e       | 435      | 19e    | 101    | 2e          | Abandon                          | 10e            | Épreuve inexistante à cette date |
| 2021             | 2021             | 39e     | 163     | 39e      | 73       | 18e    | 90     | -           | Épreuve inexistante à cette date | -              | Épreuve inexistante à cette date |

Légende :
- Ab. : abandon
- - : non disputé par Oustiougov
- : épreuve inxesistante

### Championnats du monde des moins de 23 ans
| Épreuve / Édition           | Sprint                           | Sprint                           | 15 km                            | 15 km                            | 30 km skiathlon |
| Épreuve / Édition           | libre                            | classique                        | libre                            | classique                        | 30 km skiathlon |
| Mondiaux 2013 Liberec       | Épreuve inexistante à cette date |                                  | Médaille d'or                    | Épreuve inexistante à cette date | Médaille d'or   |
| Mondiaux 2014 Val di Fiemme | Médaille d'or                    | Épreuve inexistante à cette date | Épreuve inexistante à cette date | Médaille d'argent                |                 |

### Championnats du monde junior
| Épreuve / Édition     | Sprint                           | Sprint                           | 10 km                            | 10 km                            | 20 km poursuite / skiathlon | Relais            |
| Épreuve / Édition     | libre                            | classique                        | libre                            | classique                        | 20 km poursuite / skiathlon | Relais            |
| Mondiaux 2011 Otepää  | Épreuve inexistante à cette date | Médaille d'or                    | 14e                              | Épreuve inexistante à cette date | 8e                          | Médaille d'argent |
| Mondiaux 2012 Erzurum | Médaille d'or                    | Épreuve inexistante à cette date | Épreuve inexistante à cette date | Médaille d'or                    | Médaille d'or               | Médaille d'or     |

### Marathon de ski
- Vainqueur de l'Ugra Ski Marathon en 2017.

### Championnats de Russie
- Champion sur quinze kilomètres libre en 2015.
- Champion sur le sprint libre et le quinze kilomètres classique en 2016.
- Champion sur le sprint classique, le skiathlon et le quinze kilomètres libre en 2017.
- Champion sur le sprint libre et le skiathlon en 2018.